# Office to Monitor and Combat Trafficking in Persons
Ne doit pas être confondu avec Office to Combat Trafficking in Persons.
L'Office to Monitor and Combat Trafficking in Persons  (J / TIP), en français Bureau de surveillance et de lutte contre la traite des personnes, est une agence du département d'État des États-Unis chargée d'enquêter et de créer des programmes de prévention de la traite des êtres humains tant aux États-Unis qu'à l'étranger. Le bureau présente également chaque année au Congrès le rapport sur la traite des personnes concernant la traite des êtres humains aux États-Unis et dans d'autres pays. Ce rapport vise à sensibiliser à l'exploitation et à la traite des êtres humains et à les prévenir. Les objectifs du bureau sont de sensibiliser le public, de protéger les victimes, d'engager des poursuites judiciaires contre les contrevenants, d'établir des peines nécessaires et justes pour les criminels et de former les agents de la force publique. Le bureau est dirigé par l'ambassadeur itinérant des États-Unis pour surveiller et combattre la traite des personnes.

## Histoire
Le Bureau de surveillance et de lutte contre la traite des personnes a été créé en octobre 2001 à la suite de l'adoption de la loi de 2000 sur la protection des victimes de la traite. Cette loi habilitante obligeait le Président à créer un bureau au sein du Département d’État pour s’attaquer spécifiquement à la traite et à l’exploitation des êtres humains à tous les niveaux et à engager des poursuites judiciaires contre les auteurs. En outre, cette loi a été conçue pour appliquer également toutes les lois du treizième amendement de la Constitution des États-Unis.
Actuellement, il existe une loi américaine sur la traite des personnes, la Trafficking Victims Protection Act (TVPA), qui a été réactualisée à plusieurs reprises, la dernière fois étant en mars 2013,,.

## Rapport sur la traite des personnes
Le Bureau de surveillance et de lutte contre la traite des personnes surveille la traite des êtres humains et poursuit les auteurs. Il divise les nations en niveaux en fonction de leur conformité aux normes énoncées dans la TVPA.

## Remarques
1. ↑  Trafficking Victims Protection Act of 2000 (P.L. 106-386)
2. ↑  « Trafficking Victims Protection Reauthorization Act of 2003 » [archive du 12 mars 2009], state.gov (consulté le 28 juin 2016)
3. ↑  « Trafficking Victims Protection Reauthorization Act of 2005 » [archive du 12 mars 2009], state.gov (consulté le 28 juin 2016)